# 比希尼婭·魯阿諾·帕斯夸爾
比希尼婭·魯阿諾·帕斯夸爾（西班牙語：Virginia Ruano Pascual，1973年9月21日—）是一位西班牙網球選手，現在居住於西班牙馬德里，生涯單打最高排名為28（2009年5月14日），她獲得3項單打冠軍頭銜，但是她的雙打更為出色，生涯雙打最高排名為第1，與42項雙打冠軍頭銜，雙打包括10個大滿貫賽事冠軍頭銜（八個與阿根廷選手保拉·蘇亞雷斯合作奪得、二個與同胞選手安娜貝爾·梅迪娜·加里格斯合作奪得）。

## 外部連結
- 比希尼婭·魯阿諾·帕斯夸爾的国际女子网球协会官方資料（英文）
- 比希尼婭·魯阿諾·帕斯夸爾的國際網球總會 職業／青少年 官方資料（英文）
- Fed Cup - Player profile - Virginia RUANO PASCUAL (ESP) （页面存档备份，存于）